# Marianín
Mariano « Marianín » Arias Chamorro (né le 18 mai 1946 à Fabero dans la province de León) est un footballeur espagnol, qui a notamment évolué en tant qu'attaquant dans les années 1970.

## Biographie

### Carrière de club
Après avoir commencé sa carrière avec le club local du CA Bembibre, il part jouer au Cultural y Deportiva Leonesa en 1967, avant un transfert au Real Oviedo en 1972. Lors de la saison de Liga 1972-73, il est sacré Pichichi (meilleur buteur de la saison), devenant le second joueur d'Oviedo à recevoir ce trophée. Mais la saison suivante, Oviedo est relégué, mais lui, reste au club et les aide à revenir en D1 la saison suivante (ils seront champion de Segunda División 1974-75). Il quitte Oviedo en 1977. Au total, il inscrit 34 buts pour Oviedo en Liga en 70 matchs, et inscrit 65 buts toutes compétitions confondues.

### Carrière internationale
Sa seule apparition internationale avec l'équipe d'Espagne de football est en tant que remplaçant, avant de rentrer sur le terrain, contre la Turquie le 17 octobre 1973.